# Egzekucje w ruinach getta warszawskiego (1943–1944)

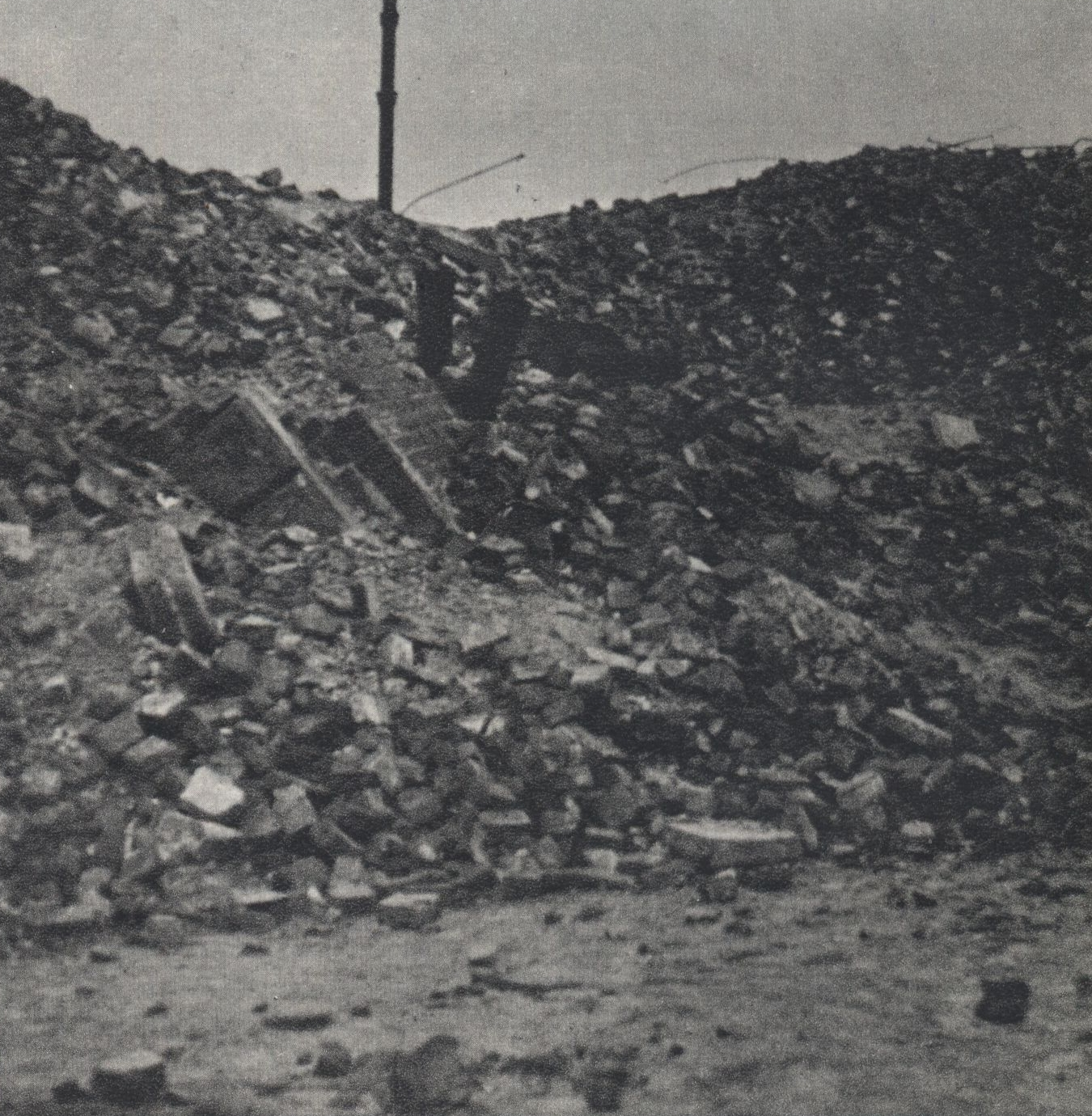
Ruiny domu przy ul. Dzielnej 27. W latach 1943–1944 zamordowano w tym miejscu tysiące więźniów Pawiaka

Egzekucje w ruinach getta warszawskiego (1943–1944) – masowe egzekucje polskich więźniów politycznych oraz osób narodowości żydowskiej dokonywane potajemnie przez okupantów niemieckich w ruinach getta warszawskiego. 
Więźniów przywożonych spoza getta Niemcy rozstrzeliwali na terenie „żydowskiej dzielnicy mieszkaniowej w Warszawie” już latem 1942. Tego typu egzekucje nabrały jednak masowego charakteru dopiero od połowy maja 1943 – a więc po stłumieniu powstania w getcie warszawskim i rozpoczęciu systematycznego wyburzania dzielnicy. Akcja eksterminacyjna w ruinach getta prowadzona była odtąd nieprzerwanie aż do wybuchu powstania warszawskiego w sierpniu 1944. Łącznie funkcjonariusze SS i policji niemieckiej rozstrzelali tam kilkanaście tysięcy osób – polskich zakładników (przede wszystkim więźniów Pawiaka oraz zwykłych mieszkańców miasta zatrzymywanych w czasie masowych łapanek), jak również Żydów schwytanych po „aryjskiej stronie”.

## Geneza
Warszawa uznawana była przez Niemców za centrum polskiego oporu przeciw nazistowskiemu „nowemu porządkowi”. Mimo iż w okupowanym Generalnym Gubernatorstwie dawną stolicę Polski zdegradowano do roli miasta prowincjonalnego, Warszawa pozostawała nadal centrum polskiego życia politycznego, intelektualnego i kulturalnego. Stanowiła też siedzibę władz polskiego Państwa Podziemnego oraz miejsce funkcjonowania szczególnie silnych i dobrze zorganizowanych struktur ruchu oporu. Generalny gubernator Hans Frank zapisał w swoim dzienniku pod datą 14 grudnia 1943: „gdybyśmy nie mieli Warszawy w Generalnym Gubernatorstwie, to nie mielibyśmy 4/5 trudności, z którymi musimy walczyć. Warszawa jest i pozostanie ogniskiem zamętu, punktem, z którego rozprzestrzenia się niepokój w tym kraju”.
Od pierwszych dni okupacji Niemcy stosowali brutalny terror wobec ludności Warszawy, wymierzony w pierwszym rzędzie w przedstawicieli polskich elit politycznych i intelektualnych, społeczność żydowską oraz osoby w jakikolwiek sposób powiązane z działalnością ruchu oporu. Warszawskie więzienia i areszty – Pawiak, areszt śledczy przy ul. Daniłowiczowskiej, więzienie mokotowskie, piwnice siedziby Sipo w Alei Szucha – zapełniły się aresztowanymi. Codziennością stały się uliczne łapanki, deportacje do obozów koncentracyjnych i zbiorowe mordy. Egzekucje więźniów politycznych z Warszawy Niemcy przeprowadzali zazwyczaj w tajemnicy, w okolicach niedostępnych dla osób postronnych. Miejscami kaźni stały się m.in.: ogrody sejmowe przy ul. Wiejskiej; Las Kabacki; Szwedzkie Góry na terenie Bemowa; Las Sękociński koło Magdalenki; Lasy Chojnowskie koło Stefanowa; Laski, Wydmy Łuże i Wólka Węglowa na obrzeżach Kampinosu; a przede wszystkim – Palmiry. 
Z punktu widzenia katów egzekucje przeprowadzane w podwarszawskich lasach niosły jednak ze sobą pewne ryzyko oraz wiązały się z różnorakimi problemami natury logistycznej. Dyskretne przewiezienie skazańców z warszawskich więzień do miejsc straceń oddalonych o kilkanaście kilometrów od miasta było skomplikowaną i czasochłonną operacją. Problemów nastręczało również zabezpieczenie miejsc egzekucji przed niepowołanymi świadkami oraz ucieczkami skazańców. Wreszcie Niemcy nie mieli żadnej gwarancji, że ludność okolicznych miejscowości nie zdoła przypadkiem lub celowo odnaleźć masowych grobów.

## Pierwsze egzekucje w ruinach getta

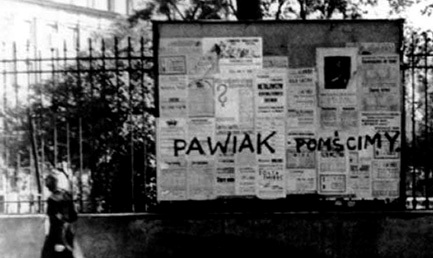
„Pawiak pomścimy”. Napis wykonany przez harcerzy z organizacji „Wawer” na tablicy ogłoszeniowej umieszczonej na ogrodzeniu ogrodu BGK przy ul. Brackiej

Począwszy od czerwca 1942 kilkukrotnie miały miejsce wypadki, kiedy niewielkie – liczące od kilku do kilkudziesięciu osób – grupki Polaków były mordowane przez Niemców na terenie getta warszawskiego, odizolowanego wówczas kompletnie od reszty miasta. Zwłoki zamordowanych porzucano zazwyczaj wprost na ulicach „żydowskiej dzielnicy mieszkaniowej”, gdzie następnie zajmowały się nimi żydowskie grupy robocze, do których obowiązków należało uprzątanie ulic z ciał zmarłych lub zamordowanych mieszkańców getta. Zazwyczaj grzebały one odnalezione zwłoki na cmentarzu żydowskim lub boisku „Skry”. Tego typu egzekucje odbywały się zwłaszcza w okresie wielkiej akcji deportacyjnej w getcie (lato 1942), gdyż w atmosferze panującego tam wówczas ogólnego chaosu Niemcom łatwo było ukryć fakt mordu i niepostrzeżenie pozbyć się ciał ofiar. 
Wiosną 1943 Niemcy ostatecznie zlikwidowali warszawskie getto, brutalnie tłumiąc powstanie wzniecone tam przez żydowski ruch oporu. Tereny dawnej „żydowskiej dzielnicy mieszkaniowej” zostały zmienione przez okupanta w „kamienno–ceglaną pustynię”. Kierownictwo warszawskiego Gestapo doszło wówczas do wniosku, że ruiny getta mogą okazać się bardzo wygodnym miejscem do przeprowadzania potajemnych egzekucji Polaków – tym razem jednak na masową skalę. SS-Gruppenführer Jürgen Stroop, ówczesny Dowódca SS i Policji (SS- und Polizeiführer) na dystrykt warszawski, twierdził, że autorem tego pomysłu był dr Ludwig Hahn – komendant niemieckiej policji bezpieczeństwa i służby bezpieczeństwa (KdS) w Warszawie. Przebywając w więzieniu mokotowskim w oczekiwaniu na proces, Stroop zrelacjonował rozmowy z Hahnem swojemu współwięźniowi z celi, Kazimierzowi Moczarskiemu. 

Doktor Hahn mówił mniej więcej tak: „Skorzystajmy z Grossaktion dla wykańczania również Polaków. W getcie zginęło i będzie nadal ginęło bardzo wielu Żydów. Wszędzie poniewierają się tam trupy, więc gdy dojdzie do tego jeszcze kilka tysięcy Polaków, to i tak nikt niczego nie będzie mógł sprawdzić” – relacja Jürgena Stroopa.

Z punktu widzenia okupantów szereg argumentów przemawiał za wykorzystaniem ruin getta jako miejsca masowych straceń. Dzielnica sąsiadowała bezpośrednio z więzieniem na Pawiaku, gdzie trafiała zdecydowana większość polskich więźniów politycznych. Mury getta oraz liczne niemieckie posterunki całkowicie izolowały „kamienno-ceglaną pustynię” od reszty miasta. Policyjne patrole stale polowały na ukrywających się w ruinach Żydów, co tłumaczyło dochodzące zza murów strzały. W ruinach getta łatwo było grzebać lub palić ciała pomordowanych. Wreszcie latem 1943 na obszarze dawnego getta (w okolicach ulicy Gęsiej) zaczął funkcjonować niemiecki obóz koncentracyjny – tzw. Konzentrationslager Warschau. Jego teren i załoga mogły być wykorzystane przy przeprowadzaniu egzekucji, a urządzenia (krematorium) i więźniowie – do zacierania śladów zbrodni.
Pierwsza egzekucja więźniów Pawiaka przeprowadzona w ruinach getta warszawskiego miała miejsce w dniu 7 maja 1943, a więc jeszcze przed zakończeniem powstania w getcie. W bramie kamienicy przy ulicy Dzielnej 21 zamordowano wówczas 94 osoby. Od końca maja 1943 egzekucje na terenie dawnej „żydowskiej dzielnicy mieszkaniowej” odbywały się już niemal codziennie. Niemcy niemal zupełnie zrezygnowali odtąd z rozstrzeliwania skazańców w podwarszawskich lasach oraz znacząco ograniczyli wywózki więźniów Pawiaka (oraz pozostałych warszawskich więzień i aresztów) do obozów koncentracyjnych. Zamiast tego polscy więźniowie polityczni byli pospiesznie i masowo mordowani w ruinach getta – często po zaledwie kilku- lub kilkunastodniowym śledztwie lub w ogóle bez śledztwa. W ruinach getta niemal codziennie miały też miejsce egzekucje kilku lub kilkunastu Żydów ujętych przez Niemców po „aryjskiej stronie”, jak również Polaków, którzy ich przechowywali. Personalia tych ofiar w większości wypadków nie zostały nigdy ustalone, gdyż schwytanych Żydów nie wpisywano w ogóle do ewidencji Pawiaka. Zamiast tego po kilku godzinach, a najwyżej po kilku dniach pobytu w celach śmierci na oddziale VIII byli oni rozstrzeliwani na terenie getta. Nierzadko ginęły wówczas całe rodziny, łącznie z kobietami i dziećmi.
Egzekucje były przeprowadzane przez Niemców w różnych punktach dawnego getta, lecz najczęściej na terenie posesji przy ulicy Dzielnej 25 i 27, w ogrodzie domu przy ulicy Nowolipki 29 oraz na podwórzu domu przy ulicy Zamenhofa 19. Więźniów Pawiaka lub inne osoby przywiezione z miasta rozstrzeliwano również na terenie obozu koncentracyjnego KL Warschau. Zwłoki pomordowanych palono – najczęściej na terenie posesji przy ulicach Gęsiej 45 i Pawiej 27 lub w obrębie obozu KL Warschau (na stosach zbudowanych z drewnianych części zburzonych domów lub w tamtejszym krematorium). Paleniem zwłok zajmowały się komanda robocze złożone z Żydów – więźniów obozu.
Informacje na temat niemieckich zbrodni przekazywane na zewnątrz przez członków akowskiej konspiracji zatrudnionych w obsłudze Pawiaka były siłą rzeczy fragmentaryczne więc nie sposób jest ustalić dokładnych dat i przebiegu wszystkich mordów dokonanych w ruinach getta wiosną i latem 1943. Wiadomo jednak, że w przeprowadzanych tam niemal codziennie egzekucjach ginęło zwykle od kilku do kilkunastu osób. Miały jednak miejsce przypadki, kiedy w pojedynczych egzekucjach mordowano dziesiątki, a nawet setki Polaków i Żydów. Między innymi, w dniu 29 maja 1943 na terenie dawnego getta dokonano wielkiej masakry więźniów Pawiaka, w trakcie której śmierć poniosło około 530 osób. Egzekucja odbiła się szerokim echem w okupowanej Warszawie – to właśnie wówczas na murach miasta masowo zaczęły się pojawiać napisy „Pawiak pomścimy”. 24 czerwca 1943 w kolejnej wielkiej egzekucji na terenie getta zginęło ok. 200 osób. 15 lipca 1943 rozstrzelano tam od 260 do 300 osób – Polaków i Żydów aresztowanych na skutek tzw. afery Hotelu Polskiego. Następnego dnia na terenie obozu przy ulicy Gęsiej rozstrzelano kolejnych 132 więźniów Pawiaka.

## Egzekucje w okresie rządów Kutschery

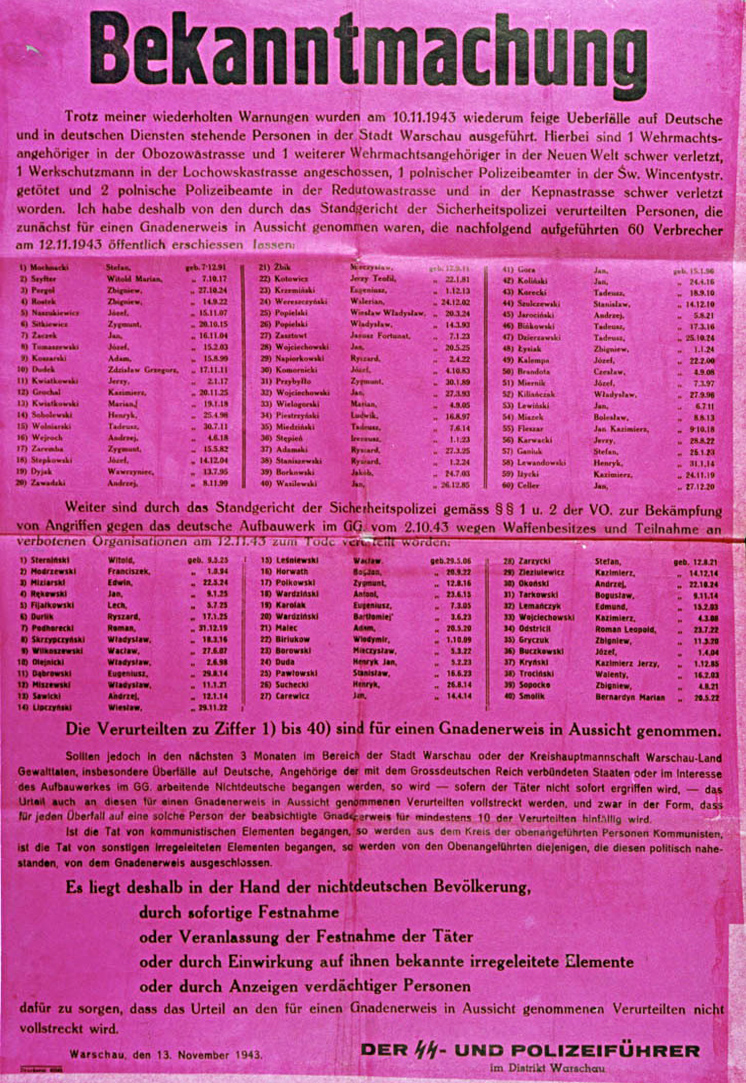
Obwieszczenie informujące o egzekucji 100 zakładników. Warszawa, 3 grudnia 1943

W październiku 1943 niemiecki terror wobec ludności Warszawy uległ drastycznemu nasileniu. Na terenie całego Generalnego Gubernatorstwa Niemcy zintensyfikowali wówczas wysiłki mające na celu złamanie rosnącego w siłę polskiego ruchu oporu. 2 października 1943 ogłoszone zostało rozporządzenie Hansa Franka „o zwalczaniu zamachów na niemieckie dzieło odbudowy w Generalnym Gubernatorstwie”, które usankcjonowało całkowicie stosowaną przez okupanta zasadę odpowiedzialności zbiorowej, przewidując m.in., iż „podżegacze i pomocnicy podlegają karze jak sprawca”, a „czyn usiłowany jest karalny tak jak czyn dokonany”. Jedyną formą kary, którą przewidywało rozporządzenie był wyrok śmierci. W Warszawie nasilenie okupacyjnego terroru miało ponadto związek z objęciem funkcji Dowódcy SS i Policji na dystrykt warszawski przez SS-Brigadeführera Franza Kutscherę (25 września 1943). Nowy SS- und Polizeiführer był zwolennikiem stosowania polityki twardej ręki wobec podbitych przez III Rzeszę narodów. Środkiem za pomocą którego chciał spacyfikować Warszawę miały być masowe egzekucje zakładników, dokonywane w odwecie każde antyniemieckie wystąpienie. Rozstrzeliwań miano jednak dokonywać nie tylko jak dotychczas w ruinach getta, lecz również w sposób jawny – na ulicach Warszawy. Niemcy liczyli, że w ten sposób zdołają zastraszyć ludność stolicy, a zarazem wbić klin między ruchu oporu a zwykłych obywateli. 
Zaostrzenie polityki okupanta zostało zaanonsowane w Warszawie przez falę łapanek o niespotykanym dotychczas nasileniu, które spadły na miasto 13 października 1943 i od tej pory były urządzane przez Niemców już niemal codziennie – nierzadko nawet kilka razy w ciągu jednego dnia i w wielu punktach miasta. 16 października 1943 przy Alei Niepodległości (róg Madalińskiego) doszło z kolei do pierwszej z licznych egzekucji ulicznych. Celem wywarcia odpowiedniego efektu psychologicznego nazwiska ofiar były odczytywane przez megafony uliczne, razem z zapowiedzią rozstrzelania następnych zakładników (wymienianych imiennie) w przypadku, gdyby doszło w Warszawie do kolejnego antyniemieckiego zamachu. Po pewnym czasie ogłoszenia megafonowe zastąpiono wywieszanymi na murach obwieszczeniami (Bekanntmachung). Słynne plakaty, drukowane na różowym papierze i zazwyczaj opatrzone anonimowym podpisem „Dowódca SS i Policji na dystrykt warszawski”, pojawiły się pierwszy raz na ulicach Warszawy w dniu 30 października 1943.
Masowe łapanki i egzekucje, w których ginęły setki niewinnych ludzi wstrząsnęły Warszawą. O ile bowiem niemieckie represje były wcześniej wymierzone zazwyczaj w konkretne środowiska społeczne lub polityczne, o tyle terror zaprowadzony przez Kutscherę był stosowany w zasadzie na ślepo. Obok aresztowanych przez Gestapo więźniów politycznych ginęli masowo zwykli warszawiacy, których przypadkowo zatrzymywano podczas łapanek. O ile jednak egzekucje uliczne w naturalny sposób skupiały na sobie uwagę opinii publicznej, o tyle znacznie większe rozmiary przybrała odbywająca się równolegle akcja potajemnej likwidacji zakładników w ruinach getta. Między 15 października 1943 a 15 maja 1944 Niemcy rozstrzelali w mieście i jego bezpośrednich okolicach blisko 5000 osób (około 270–300 osób tygodniowo) – z czego ok. 3800 w ruinach getta. Oznacza to, że na 1 osobę rozstrzelaną w egzekucji ulicznej przypadały 3–4 osoby zamordowane potajemnie w getcie.
W tym okresie egzekucje w ruinach getta odbywały się już nie tylko prawie codziennie, lecz nierzadko nawet kilka razy w ciągu jednego dnia. Wielokrotnie w pojedynczych egzekucjach ginęły dziesiątki, a nawet setki więźniów Pawiaka bądź zwykłych Warszawiaków zatrzymanych w czasie łapanek. Między innymi, w nocy z 17 na 18 października 1943 miała miejsce jedna z największych egzekucji w historii Pawiaka, która trwała kilka godzin – aż do 4:00 rano. Nagich więźniów wyprowadzano grupami z więzienia i rozstrzeliwano ogniem broni maszynowej na odcinku ulicy Pawiej 36–42 i Dzielnej 37–42. Zginęło wówczas ok. 600 osób. W więzieniu rozeszły się później plotki, iż egzekucja miała tak potworny przebieg, że jeden z SS-manów nie wytrzymał psychicznie i popełnił samobójstwo. 23 października 1943 rozstrzelano w ruinach około 300 zakładników przywiezionych dzień wcześniej z Pragi. Masowe egzekucje miały też miejsce 12 i 13 listopada (kolejno ok. 240 i 120 ofiar), 9 grudnia (ok. 146 ofiar – w tym 16 kobiet żydowskich z jednym małym dzieckiem), 14 grudnia (ok. 230 ofiar), 16 grudnia (ok. 100 ofiar), 13 stycznia 1944 (ok. 260 ofiar) i 28 stycznia (ok. 170–180 ofiar).
Jednocześnie, zgodnie z informacjami przekazywanymi przez konspiracyjne komórki funkcjonujące na Pawiaku, Niemcy przystąpili w listopadzie 1943 do zacierania śladów poprzednich egzekucji oraz dowodów zbrodni popełnionych jeszcze w okresie istnienia getta warszawskiego. Komanda robocze złożone z więźniów KL Warschau zaczęły pod nadzorem Niemców wydobywać ciała z masowych grobów ukrytych w dawnym getcie lub na terenie cmentarza żydowskiego. Ekshumowane zwłoki były następnie palone lub wysadzane za pomocą materiałów wybuchowych. Wedle Reginy Domańskiej w dniu 17 listopada 1943 Niemcy mieli też spędzić około 300 mężczyzn do ruin jednego z domów na terenie byłego getta, po czym wysadzić budynek w powietrze.
1 lutego 1944 żołnierze oddziału „Pegaz” należący do Kedywu AK dokonali w Alejach Ujazdowskich udanego zamachu na Kutscherę. Większość ofiar odwetowych egzekucji, które Niemcy przeprowadzili w następnych dniach została zamordowana w ruinach getta. Już 2 lutego Niemcy rozstrzelali 300 polskich zakładników, z czego 100 w ulicznej egzekucji na rogu Alei Ujazdowskich i Chopina (w pobliżu miejsca zamachu), a pozostałych 200 na terenie getta. Kolejne masowe egzekucje w ruinach miały miejsce 3 lutego (ok. 150 ofiar), 10 lutego (ok. 330 ofiar) i 15 lutego (ok. 210 ofiar, w tym 18 kobiet).

## Ostatnie miesiące okupacji
Po śmierci Kutschery niemiecki terror wobec ludności Warszawy wyraźnie zelżał. Niemcy zrezygnowali z przeprowadzania egzekucji ulicznych, zaprzestali też informowania o rozstrzeliwaniu zakładników za pośrednictwem ogłoszeń megafonowych i afiszy. Wyraźnie wyczuwalne było dążenie okupantów, by nie stwarzać Polakom okazji do manifestacji uczuć patriotycznych. Nadal kontynuowana była jednak na pełną skalę akcja eksterminacyjna w ruinach getta. Wiosną 1944 niemal codziennie rozstrzeliwano tam dziesiątki, a nawet setki więźniów Pawiaka lub osoby przywiezione na egzekucję wprost z miasta. 22 lutego 1944 stracono w ruinach getta około 312 osób. 28 lutego rozstrzelano około 100 więźniów Pawiaka. 4 marca zginęło w ruinach kolejnych 84–100 więźniów (w tym 4 kobiety żydowskie), których ciała wrzucono do piwnic zburzonego domu przy ulicy Nowolipie (róg Karmelickiej) i podpalono. Część ciężko rannych skazańców spłonęła wówczas żywcem. Sześć dni później rozstrzelano na terenie getta 40 Żydów schwytanych w kryjówce przy ulicy Grójeckiej oraz kilku Polaków, którzy udzielali im schronienia (Mieczysław Wolski oraz Władysław Marczak z rodziną). Wśród zamordowanych znalazł się żydowski historyk Emanuel Ringelblum. 21 marca zamordowano w getcie kolejnych 200 osób – głównie mieszkańców podwarszawskich wsi. Do późnych godzin wieczornych w mieście widać było wtedy łunę nad krematorium KL Warschau oraz czuć było swąd palonych ciał.
Masowe egzekucje w ruinach getta miały również miejsce: 16 marca (ok. 185 ofiar), 29 marca (ok. 100–150 ofiar), 30 marca (ok. 95 ofiar), 31 marca (ok. 140 ofiar, w tym ok. 60–70 osób przywiezionych z Łowicza), 6–7 kwietnia (ok. 100 ofiar), 13 kwietnia (ok. 115 ofiar), 14 kwietnia (ok. 154–163 ofiary), 15 kwietnia (ok. 100 ofiar), 17 kwietnia (ok. 140 ofiar), 26 kwietnia (ok. 110 ofiar), 11 maja (ok. 120–130 ofiar, w tym Rosjanka oraz pewna ilość Żydów), 19 maja (ok. 103 ofiary), 20 maja (ok. 160–200 ofiar), 22 maja (ok. 200 ofiar), 27 maja (ok. 100 ofiar), 5/6 czerwca (ok. 110 ofiar, w tym kobieta w 7 miesiącu ciąży), 9/10 czerwca (ponad 100 ofiar). Do tego należy doliczyć szereg egzekucji niewielkich grup więźniów (często pochodzenia żydowskiego), których liczbę ofiar trudno określić. Po nieudanym buncie więźniów III oddziału Pawiaka (noc z 19 na 20 lipca 1944) w ruinach getta rozstrzelano też 154 (według innych źródeł – 173) niedoszłych uciekinierów.
W związku ze zbliżaniem się frontu wschodniego Niemcy przystąpili pod koniec lipca 1944 do likwidacji Pawiaka. Wielki transport ewakuacyjny, w którym znalazło się ponad 1800 więźniów opuścił Warszawę w dniu 30 lipca. Wcześniej zintensyfikowano również działania mające na celu zatarcie śladów popełnianych w Warszawie zbrodni (m.in. 8 czerwca wysadzono w powietrze ruiny domu przy ulicy Nowolipki, gdzie regularnie odbywały się egzekucje). 13 sierpnia 1944, a więc blisko dwa tygodnie po wybuchu powstania warszawskiego, miała miejsce ostatnia egzekucja w ruinach getta. Niemcy rozstrzelali wówczas około 100 osób – więźniów Pawiaka, których nie zdołano ewakuować z Warszawy przed wybuchem powstania. Wśród ofiar znalazło się 18 kobiet – w tym dwie położnice z noworodkami.

## Bilans
Niemożliwe jest ustalenie dokładnej liczby ofiar egzekucji przeprowadzanych w ruinach getta warszawskiego. Krzysztof Dunin-Wąsowicz obliczył, że między 1 stycznia 1943 a 31 lipca 1944 w tajnych bądź jawnych egzekucjach przeprowadzonych na terenie Warszawy niemieccy okupanci zamordowali ok. 20 500 osób, z czego większa część została wedle wszelkiego prawdopodobieństwa rozstrzelana na terenie dawnej „żydowskiej dzielnicy mieszkaniowej”. Z kolei zdaniem historyków IPN w ruinach getta zamordowano w latach 1943–1944 około 20 000 osób – w tym około 10 000 Polaków. Trudno jednak ustalić ilu spośród zamordowanych było więźniami KL Warschau (najczęściej Żydami pochodzącymi z różnych państw Europy), a ilu mieszkańcami Warszawy bądź okolicznych miejscowości rozstrzelanymi w egzekucjach odwetowych. Stąd prawdopodobna liczba ofiar mordów dokonywanych w ruinach getta warszawskiego wynosi kilkanaście tysięcy. Wedle obliczeń Władysława Bartoszewskiego – opartych głównie na szacunkowych raportach konspiracyjnych komórek z Pawiaka oraz ujmujących jedynie te egzekucje, w przypadku których udało się choć w przybliżeniu ustalić liczbę ofiar – między 7 maja 1943 a 13 sierpnia 1944 w ruinach getta zamordowano około 9600 osób.
W ruinach getta zamordowani zostali między innymi: Mikołaj Arciszewski (dziennikarz, karykaturzysta, szef jednej z siatek sowieckiego wywiadu w Warszawie), Mieczysław Bilek (prezes konspiracyjnego Stronnictwa Demokratycznego, b. prezydent Gdyni), Sławomir Bittner (podharcmistrz, dowódca kompanii w Batalionie AK „Zośka”), Stanisław Chudoba (lider Robotniczej Partii Polskich Socjalistów), Tytus Czaki (jeden z organizatorów Związku Strzeleckiego, przedwojenny prezydent Brześcia nad Bugiem i Włocławka), Hanna Czaki (córka Tytusa, harcerka, łączniczka i sekretarka kierownika Wydziału Informacji w Biurze Informacji i Propagandy AK), Paweł Finder i Małgorzata Fornalska (przywódcy komunistycznej Polskiej Partii Robotniczej), Tadeusz Hollender (poeta, satyryk, publicysta), podporucznik Jan Hörl ps. Frog (żołnierz AK, cichociemny), Gustaw Kaleński (historyk, archiwista, kapitan WP w stanie spoczynku), Stefan Kapuściński (śląski działacz związkowy i polityczny), Mieczysław Kotarbiński (malarz, grafik), doc. Józef Lewicki (pedagog, historyk wychowania, wykładowca Wolnej Wszechnicy Polskiej w Warszawie), prof. Tadeusz Pruszkowski (malarz, krytyk artystyczny, pedagog), Emanuel Ringelblum (znany historyk pochodzenia żydowskiego), pułkownik Józef Rosiek (inspektor obszaru warszawskiego AK), Stefan Sacha (prezes Zarządu Głównego konspiracyjnego Stronnictwa Narodowego).

## Sprawcy
Odpowiedzialność za sprawstwo kierownicze tysięcy mordów popełnionych w ruinach getta warszawskiego spada w pierwszym rzędzie na Dowódców SS i Policji na dystrykt warszawski, którzy pełnili swe funkcje w okresie od maja 1943 do sierpnia 1944. Byli to kolejno: SS-Brigadeführer Jürgen Strop (po wojnie skazany przez polski sąd na karę śmierci i stracony w dniu 6 marca 1952), SS-Brigadeführer Franz Kutschera (zlikwidowany przez żołnierzy Kedywu AK w dniu 1 lutego 1944), SS-Oberführer Herbert Böttcher (po wojnie skazany przez polski sąd na karę śmierci i stracony w dniu 12 czerwca 1950) oraz SS-Oberführer Paul Otto Geibel (po wojnie skazany przez polski sąd na karę dożywotniego więzienia, w 1966 popełnił samobójstwo w więzieniu mokotowskim). Szczególną rolę w akcji eksterminacyjnej odgrywał jednak podległy im dr Ludwig Hahn – komendant niemieckiej policji bezpieczeństwa i służby bezpieczeństwa w Warszawie. Hahn – pomysłodawca zaadaptowania ruin getta do eksterminacji ludności Warszawy oraz spiritus movens wszystkich działań terrorystycznych i eksterminacyjnych prowadzonych wobec polskiej i żydowskiej ludności Warszawy w latach 1941–1944 – po wojnie przez wiele lat mieszkał w Hamburgu pod swoim prawdziwym nazwiskiem. Przed sądem stanął dopiero w 1972 i po trwającym rok procesie skazany został na karę 12 lat pozbawienia wolności. W procesie rewizyjnym hamburski sąd przysięgłych zmienił karę na dożywotnie pozbawienie wolności. Hahn wyszedł jednak na wolność w 1983 i zmarł trzy lata później.
Egzekucje w ruinach getta dokonywane były natomiast rękami:
- Podległych dr Hahnowi funkcjonariuszy warszawskiej placówki SD i policji bezpieczeństwa, której siedziba znajdowała się w Alei Szucha;
- Członków załogi Pawiaka;
- Członków załogi KL Warschau;
- SS-manów z III batalionu 23 regimentu SS i policji (Batalion III/SS-Polizei Regiment 23), którym dowodził major Otton Bundtke[c].

Zarówno jawnymi, jak i potajemnymi egzekucjami przeprowadzanymi na terenie Warszawy kierowali wielokrotnie SS-Obersturmführer Norbert Bergh-Trips, SS-Hauptsturmführer Paul Werner oraz SS-Obersturmführer Walter Witossek. Ten ostatni często przewodniczył też policyjnej „trójce” podpisującej masowo formularze z wyrokami śmierci na polskich więźniów politycznych, które były później orzekane przez sąd doraźny policji bezpieczeństwa.